# Pandia
Pandia, na mitologia grega era filha de Selene e Zeus, irmã gêmea de Ersa representavam as faces da lua. 
Pandia era a deusa do brilho da lua e em alguns contos fala-se que ela era deusa dos caminhos difíceis.

## História
Pandia é a filha de Zeus, rei dos deuses, e Selene, a titânide (segunda geração de titãs)  da lua. Zeus tinha derrubado os Titãs para o controle do Olimpo e vários dos Titãs foram exilados para o Tártaro, a região mais sombria do submundo, reino de Hades. Alguns dos Titãs haviam se aliado com Zeus na guerra com o Olimpo. Selene, Hélio e Eos fizeram o mesmo, lutaram ao lado do deus dos céus. 
Zeus se viu fortemente atraído pela deusa lunar e desse caso nasceu três belas deusas gêmeas, Pandia, o eclipse lunar, Ersa, o orvalho e Nemea, a lua cheia.